# Движение за права и свободи
Вижте пояснителната страница за други значения на ДПС.
Движението за права и свободи (ДПС, на турски: Hak ve Özgürlükler Hareketi, HÖH) е центристка политическа партия в България, определяща се като либерална партия и член на Либералния интернационал. Основана на 4 януари 1990 г., тя се ползва с подкрепата главно на етническите турци, цигани и помаци в България. Известни са множество случаи на корупция, свързани с ДПС.

## История

### Образуване
Движението за права и свободи е учредено на 4 януари 1990 г. и според Искра Баева създаването му, както и на основаната няколко дни по-късно ОКЗНИ, е пряка последица от взетото на 29 декември от ЦК на БКП решение да се върнат имената на българските мюсюлмани. За председател на партията е избран Ахмед Доган, а за първи организационен секретар Йенал Бекир.
По-късно става известно, че Ахмед Доган, както и други водещи фигури на ДПС са бивши активни агенти на Държавна сигурност, която е пряко отговорна за провеждане на т.нар. Възродителен процес.
Една част от членовете на ДПС преди свалянето на Тодор Живков са активни в Независимото дружество за защита правата на човека. Те обаче се дистанцират от Независимото дружество, след като за негов председател е избран Румен Воденичаров (също активен агент на ДС), който от своя страна не се застъпва за техните права. Разочаровани от Румен Воденичаров, мюсюлманите се насочват към ДПС и така лишават дружеството от основната му членска маса.

### Конституционност
След приемането на новата Конституция на Република България през 1991 г. възниква спор около казуса доколко съществуването на партията не противоречи на Глава Първа, чл. 11, ал. 4 от Конституцията, който гласи: „Не могат да се образуват политически партии на етническа, расова или верска основа, както и партии, които си поставят за цел насилствено завземане на държавната власт.“ На 8 октомври 1991 г. група от 93 депутати от Великото народно събрание завеждат дело в Конституционния съд на Република България по този въпрос. На 21 април 1992 г. Конституционният съд излиза с решение, което отхвърля искането ДПС да бъде призната за противоконституционна.

### Отстраняване на Лютви Местан (2015)
На 24 ноември 2015 г. Турция сваля над Сирия руски военен самолет, участващ в сирийската гражданска война. Председателят на ДПС Лютви Местан чете декларация в Народното събрание, с която защитава това действие. На 17 декември, на коледна сбирка на ДПС, бившият лидер и настоящ почетен председател на ДПС Ахмед Доган критикува това действие на Местан, обвинявайки го в конфронтация с Русия чийто „възход е необратим процес“, както и резултатите на ДПС на местните избори. Впоследствие Местан обявява, че на 22 декември 2015 г. е получил ултиматум от депутата Делян Пеевски да подаде оставка, а когато отказал, охраната му от Националната служба за сигурност била свалена. Вследствие Местан търси и получава закрила в резиденцията на посланика на Турция в България Сюлейман Гьокче.
На 24 декември Централният съвет на ДПС заседава в София в отсъствието на председателя Лютви Местан и е взето решение да бъде изключен от парламентарната група на ДПС в Народното събрание, да му бъде отнето председателството на ЦС на ДПС, а също и да бъде изключен от партията. Управлението е предадено на Председателски съвет (Четин Казак, Мустафа Карадайъ и Рушен Риза) до IX национална конференция на ДПС. Още петима депутати от ДПС последват Местан и стават независими депутати.
На 24 април 2016 г. на IX национална конференция на ДПС за председател на партията е избран Мустафа Карадайъ. На 16 октомври 2023 г. Делян Пеевски става съпредседател на парламентарната група на ДПС в 49-ото Народно събрание заедно с Мустафа Карадайъ. На 7 ноември председателят на ДПС Мустафа Карадайъ подава оставка и на следващия ден Пеевски става единствен шеф на депутатите от партията. Заместник-председателят на партията Ахмед Ахмедов и лидерът на младежкото движение Сезгин Мехмед също подават оставки. През следващите 3 месеца председател на ДПС е почетният председател Ахмед Доган.
На Националната конференция на ДПС на 24 февруари 2024 г. за председатели на партията са избрани Делян Пеевски и Джевдет Чакъров. През лятото на 2024 година в ръководството на партията възниква тежък конфликт, като се оформят два лагера – около почетния председател Ахмед Доган и съпредседателя Джевдет Чакъров и около другия съпредседател Делян Пеевски. На 27 август 2024 година близките до Доган членове на Централното изпълнително бюро обявяват изключването от партията на Делян Пеевски, Хамид Хамид, Искра Михайлова, Йордан Цонев и други членове и местни ръководители, които обаче оспорват легитимността на това решение.

## Структура
Структурата на партията се състои от Национална конференция, Централен съвет, Председател, Централно оперативно бюро, Областни съвети, Женски дружества и Младежко ДПС.
Председател на партията Делян Пеевски, заместник-председатели са Йордан Цонев, Искра Михайлова, Халил Летифов и Станислав Анастасов.

## Председатели на ДПС
- Ахмед Доган (4 януари 1990 – 19 януари 2013)
- Лютви Местан (19 януари 2013 – 24 декември 2015)
- Четин Казак, Мустафа Карадайъ и Рушен Риза – временен Председателски съвет (24 декември 2015 – 24 април 2016)
- Мустафа Карадайъ (24 април 2016 – 7 ноември 2023)
- Ахмед Доган (7 ноември 2023 – 24 февруари 2024)
- Джевдет Чакъров - съпредседател - (24 февруари 2024 – 27 май 2025)
- Делян Пеевски - съпредседател - (24 февруари 2024 – 27 май 2025)
- Делян Пеевски - председател - (27 май 2025 – понастоящем)

## Изборни резултати

### Парламентарни избори
| Година       | Гласове брой | Разлика | Гласове % | Разлика % | Представители | Място в управлението    |
| ------------ | ------------ | ------- | --------- | --------- | ------------- | ----------------------- |
| 1990         | 491 596      | –       | 8,03 %    | –         | 23 / 400      | Опозиция                |
| 1991         | 418 168      | 73 428  | 7,6 %     | 0,43 %    | 24 / 240      | Подкрепя правителството |
| 1994         | 282 711      | 135 457 | 5,4 %     | 2,2 %     | 15 / 240      | Опозиция                |
| 1997         | 323 429      | 40 718  | 7,6 %     | 2,2 %     | 19 / 240      | Опозиция                |
| 2001         | 340 395      | 16 966  | 7,45 %    | 0,2 %     | 21 / 240      | Коалиция                |
| 2005         | 467 400      | 127 005 | 12,8 %    | 5,3 %     | 34 / 240      | Коалиция                |
| 2009         | 592 381      | 124 981 | 14 %      | 1,2 %     | 37 / 240      | Опозиция                |
| 2013         | 400 466      | 191 915 | 11,3 %    | 2,7 %     | 36 / 240      | Коалиция                |
| 2014         | 487 134      | 86 668  | 14,8 %    | 3,5 %     | 38 / 240      | Опозиция                |
| 2017         | 315 976      | 171 158 | 8,9 %     | 5,8 %     | 26 / 240      | Опозиция                |
| април 2021   | 335 701      | 19 725  | 10,49 %   | 1,59 %    | 30 / 240      | Служебно правителство   |
| юли 2021     | 292 514      | 43 187  | 10,71%    | 0,22%     | 29 / 240      | Служебно правителство   |
| ноември 2021 | 341 000      | 48 486  | 13 %      | 2,29 %    | 34 / 240      | Опозиция                |
| 2022         | 344 512      | 3 512   | 13,75 %   | 0,75 %    | 36 / 240      | Служебно правителство   |
| 2023         | 347 700      | 3 188   | 13,75 %   | 0 %       | 36 / 240      | Подкрепя правителството |
| юни 2024     | 366 562      | 18 862  | 17,06 %   | 3,31%     | 47 / 240      | Служебно правителство   |

### Президентски избори
| Година | Институция   | Гласове брой | Разлика | Гласове % | Разлика % | Представители                      | Място в управлението |
| ------ | ------------ | ------------ | ------- | --------- | --------- | ---------------------------------- | -------------------- |
| 2021   | Президентска | 309 681      | —       | 11,57%    | —         | Мустафа Карадайъ и Искра Михайлова | —                    |

## Участия в избори
Парламентарни избори през 2001 година
На парламентарните избори през 2001 те участват в коалиция с ПП Евророма – ДПС (ДПС - Либерален съюз - Евророма).

### Парламентарни избори през 2005 година
На парламентарните избори през 2005 г. ДПС значително увеличава получените гласове и местата си в парламента, в сравнение с 2001 г.

### Избори за Европейски парламент през 2007 година
За участието си в изборите за български представители в Европейския парламент, насрочени за 20 май 2007 г., ДПС регистрира своя листа от 18 души. Начело на листата е временната евродепутатка Филиз Хюсменова.

### Местни избори през 2007 година
На местните избори през 2007 година 60 души от издигнатите кандидат кметове от ДПС са били агенти или сътрудници на ДС.

### Парламентарни избори през 2009 година
| Резултати от парламентарните избори в България на 5 юли 2009 година                                                                                  | Резултати от парламентарните избори в България на 5 юли 2009 година | Резултати от парламентарните избори в България на 5 юли 2009 година | Резултати от парламентарните избори в България на 5 юли 2009 година | Резултати от парламентарните избори в България на 5 юли 2009 година | Резултати от парламентарните избори в България на 5 юли 2009 година | Резултати от парламентарните избори в България на 5 юли 2009 година | Резултати от парламентарните избори в България на 5 юли 2009 година | Резултати от парламентарните избори в България на 5 юли 2009 година | Резултати от парламентарните избори в България на 5 юли 2009 година |
| № | Кандидатска листа                                                   | Гласове (за пропорционални мандати)                                 | Гласове (за пропорционални мандати)                                 | Дял от гласовете (за пропорционални мандати)                        | Дял от гласовете (за пропорционални мандати)                        | Пропорционални мандати                                              | Мажоритарни мандати                                                 | Общо мандати                                                        | Общо мандати                                                        |
| № | Кандидатска листа                                                   | брой                                                                | +/−                                                                 | %                                                                   | +/−                                                                 | Пропорционални мандати                                              | Мажоритарни мандати                                                 | брой                                                                | +/−                                                                 |
| --- | ------------------------------------------------------------------- | ------------------------------------------------------------------- | ------------------------------------------------------------------- | ------------------------------------------------------------------- | ------------------------------------------------------------------- | ------------------------------------------------------------------- | ------------------------------------------------------------------- | ------------------------------------------------------------------- | ------------------------------------------------------------------- |
| 1 | Ред, законност и справедливост                                      | 174 582                                                             | —                                                                   | 4,13                                                                | —                                                                   | 10                                                                  | 0                                                                   | 10                                                                  | —                                                                   |
| 2 | ЛИДЕР                                                               | 137 795                                                             | —                                                                   | 3,26                                                                | —                                                                   | 0                                                                   | 0                                                                   | 0                                                                   | —                                                                   |
| 3 | ГЕРБ                                                                | 1 678 641                                                           | —                                                                   | 39,72                                                               | —                                                                   | 91                                                                  | 26                                                                  | 117                                                                 | —                                                                   |
| 4 | Движение за права и свободи                                         | 610 521                                                             | +143 121                                                            | 14,45                                                               | +1,64                                                               | 32                                                                  | 5                                                                   | 37                                                                  | +3                                                                  |
| 5 | Атака                                                               | 395 733                                                             | +98 885                                                             | 9,36                                                                | +1,22                                                               | 21                                                                  | 0                                                                   | 21                                                                  | 0                                                                   |
| 6 | Коалиция за България                                                | 748 147                                                             | −381049                                                             | 17,70                                                               | −13,25                                                              | 40                                                                  | 0                                                                   | 40                                                                  | −42                                                                 |
| 7 | Съюз на патриотичните сили „Защита“                                 | 6 368                                                               | —                                                                   | 0,15                                                                | —                                                                   | 0                                                                   | 0                                                                   | 0                                                                   | —                                                                   |
| 8 | НДСВ                                                                | 127 470                                                             | −597 844                                                            | 3,02                                                                | −16,86                                                              | 0                                                                   | 0                                                                   | 0                                                                   | −53                                                                 |
| 9 | Коалиция БЗНС                                                       | —                                                                   | —                                                                   | —                                                                   | —                                                                   | —                                                                   | —                                                                   | —                                                                   | —                                                                   |
| 10 | Българска лява коалиция                                             | 8 762                                                               | —                                                                   | 0,21                                                                | —                                                                   | 0                                                                   | 0                                                                   | 0                                                                   | —                                                                   |
| 11 | Партия на либералната алтернатива и мира                            | 2 828                                                               | —                                                                   | 0,07                                                                | —                                                                   | 0                                                                   | —                                                                   | 0                                                                   | —                                                                   |
| 12 | Зелените                                                            | 21 841                                                              | —                                                                   | 0,52                                                                | —                                                                   | 0                                                                   | 0                                                                   | 0                                                                   | —                                                                   |
| 13 | Политическо движение „Социалдемократи“                              | 5 004                                                               | —                                                                   | 0,12                                                                | —                                                                   | 0                                                                   | —                                                                   | 0                                                                   | —                                                                   |
| 14 | ВМРО – БНД                                                          | —                                                                   | —                                                                   | —                                                                   | —                                                                   | —                                                                   | —                                                                   | —                                                                   | —                                                                   |
| 15 | Другата България                                                    | 3 455                                                               | —                                                                   | 0,08                                                                | —                                                                   | 0                                                                   | —                                                                   | 0                                                                   | —                                                                   |
| 16 | Обединение на българските патриоти                                  | 2 175                                                               | —                                                                   | 0,05                                                                | —                                                                   | 0                                                                   | 0                                                                   | 0                                                                   | —                                                                   |
| 17 | Национално движение за спасение на Отечеството                      | 1 874                                                               | —                                                                   | 0,04                                                                | —                                                                   | 0                                                                   | 0                                                                   | 0                                                                   | —                                                                   |
| 18 | Български национален съюз – НД                                      | 3 813                                                               | —                                                                   | 0,09                                                                | —                                                                   | 0                                                                   | 0                                                                   | 0                                                                   | —                                                                   |
| 19 | Синята коалиция                                                     | 285 662                                                             | —                                                                   | 6,76                                                                | —                                                                   | 15                                                                  | 0                                                                   | 15                                                                  | —                                                                   |
| 20 | За Родината ДГИ – НЛ                                                | 11 524                                                              | —                                                                   | 0,27                                                                | —                                                                   | 0                                                                   | —                                                                   | 0                                                                   | —                                                                   |
| 21 | Валентин Милтенов                                                   | —                                                                   | —                                                                   | —                                                                   | —                                                                   | —                                                                   | 0                                                                   | 0                                                                   | —                                                                   |
| ОБЩО: | ОБЩО:                                                               | 4 226 195                                                           | —                                                                   | 100,00                                                              | —                                                                   | 209                                                                 | 31                                                                  | 240                                                                 | —                                                                   |
| \| \| \| \| \| получава мандати \| \| 0 \| не получава мандати \| \| — \| не участва \| \| +/− \| разлика спрямо предходните парламентарни избори \| |                                                                     |                                                                     |                                                                     |                                                                     |                                                                     |                                                                     |                                                                     |                                                                     |                                                                     |
| |                                                                     |                                                                     |                                                                     |                                                                     |                                                                     |                                                                     |                                                                     |                                                                     |                                                                     |
| | получава мандати                                                    |                                                                     |                                                                     |                                                                     |                                                                     |                                                                     |                                                                     |                                                                     |                                                                     |
| 0 | не получава мандати                                                 |                                                                     |                                                                     |                                                                     |                                                                     |                                                                     |                                                                     |                                                                     |                                                                     |
| — | не участва                                                          |                                                                     |                                                                     |                                                                     |                                                                     |                                                                     |                                                                     |                                                                     |                                                                     |
| +/− | разлика спрямо предходните парламентарни избори                     |                                                                     |                                                                     |                                                                     |                                                                     |                                                                     |                                                                     |                                                                     |                                                                     |

На парламентарните избори през 2009 година 25 души, от издигнатите кандидат-депутати, от ДПС са били агенти или сътрудници на ДС.

### Европейски избори 2014
На европейските избори на 25 май 2014 г. ДПС печели четири места.

### Местни избори 2015
ДПС взима 1 кметски пост в областните центрове.
ДПС взима 48 общински постове.

### Европейски избори 2019
На европейските избори на 26 май 2019 г. ДПС печели три места.

## Разслояване на ДПС
- НДПС
- НПСД
- ДОСТ
- АПС
- ДПС-Ново начало

## Критика
Според германския разследващ журналист Юрген Рот, ДПС е „непрозрачна турска партия“.

### Незаконни практики
По време на предизборни кампании ДПС извършва агитация на турски език. Това е в противоречие с изборния закон, който забранява предизборна агитация на друг език освен българския. В някои случаи ДПС агитира в Турция в деня за размисъл, което също е нарушение на закона.